# Calamaria bitorques
Calamaria bitorques е вид змия от семейство Смокообразни (Colubridae). Видът не е застрашен от изчезване.

## Разпространение
Разпространен е във Филипини.

## Описание
Популацията на вида е стабилна.